# 이계경
이계경(李啓卿, 1950년 12월 21일 ~ )은 대한민국의 언론인, 정치인이다.

## 학력
- 1967년 경기여자고등학교 졸업
- 1974년 이화여자대학교 사회복지학 학사
- 1983년 이화여자대학교 대학원 사회복지학 석사

## 생애
1974년 봄 이화대 사회복지학과를 졸업한 후 크리스챤아카데미에 들어갔고, 수료생이었던 이화수·이현숙·김희선 3인과 함께 여성의전화를 창립해 초대 총무를 맡았다. 1988년 여성신문을 창간했고, 한국프레스센터에서 열린 ‘㈜여성신문사 창립 발기인대회’에서 발행인으로 선출됐다.
2002년 10월 27일 여성신문사에 사표를 내고 한나라당에 입당했고, 이는 평기자와 독자들의 반발을 불러일으켰다. 최보은의 회고에 따르면, "…살기충천한 대선국면 한복판에서 팝업화면처럼 급작스럽게 발표된 이계경의 선택은 누구의 이해도 받지 못했다. 기자들의 집단사표 파동에 뒤이어 여론이 그를 폭격했고, 지난 4월 젊음과 재산과 건강 중 단 하나도 돌려받지 못한 채 그는 <여성신문> 사장직에서 물러났다."
2004년 한나라당 비례대표 9번으로 당선됐다. 2008년 송파구 병 후보로 출마했지만, 1위와 2.6% 차이로 2위를 기록해 낙선했다. 이후 정치 일선에서 은퇴했지만, 2020년 여성의당 창당 발기인으로 참여했다.
2021년  (사)한국여성인력개발센터연합 제9대 회장으로 재선임됐다.

### 약력
- 1974 청년여성운동연합회 회장
- 1980 크리스찬아카데미 여성사회 간사
- 1983 여성의전화 창설·총무
- 1984 여성사회연구회 회장
- 1987 숭의여자전문대 강사
- 1988 여성신문 발행인 겸 편집인ㆍ대표이사
- 1989 정무2장관실 여성정책심의실무위원
- 1991 방송위원회 방송광고심의위원
- 1991 성폭력상담소 상임이사
- 1992 성폭력위기센터 설립위원회 공동대표
- 1998 감사원 부정방지대책위원회 부위원장
- 2002 한나라당 중앙선거대책위원회 미디어대책위 부위원장 겸 대선기획단 기획위원
- 2003. 12 한나라당 공천심사위원
- 2004.05 ~ 2008.05 제17대 한나라당 국회의원
- 2005.05 국회 정무위원회, 예산결산특별위원회 위원
- 2006 한나라당 대외협력위원장
- 2019.03 ~ (사)한국여성인력개발센터연합 회장

## 상훈
- 1984 서울시장 표창
- 1993 한국여성의전화연합·한국성폭력상담소 공로패
- 1994 유네스코서울협회 자랑스러운 유네스코인상
- 1997 제9회 한국여성단체연합 올해의 여성운동상
- 2000 ㈔국제소롭티미스트 한국협회 ‘여성을 돕는 여성상’

## 저서
- 《세상을 바꾸는 신나는 리더》. 여성신문사. 2007년. ISBN 9788991591295
- 《가슴으로 안은 송파》. 여성신문사. 2012년. ISBN 9788996582441

## 역대 선거 결과
|  | 35.76% |

|  | 44.39% |